# Glenn Foley
Glenn Foley (Woburn, 10 ottobre 1970) è un ex giocatore di football americano statunitense che ha giocato nel ruolo di quarterback nella National Football League (NFL) e nella Arena Football League. Fu scelto nel corso del settimo giro del Draft NFL 1994 dai New York Jets. All'università ha giocato a football al Boston College.

## Carriera professionistica

### New York Jets
Foley fu scelto nel settimo giro del Draft 1994 dai New York Jets, per cui giocò sporadicamente nel periodo 1994-1998. Tra il 1996 e il 1998 lanciò 2.013 yard con 10 touchdown e 14 intercetti.
Foley giocò alla grande nella sua prima gara come titolare nella stagione 1998. Giocando contro i San Francisco 49ers, Foley mise in ombra il quarterback futuro membro della Hall of Fame Steve Young completando 30 passaggi su 58 per 416 yard e tre touchdown nella sconfitta per 30-36.

### Seattle Seahawks
Nella stagione 1999, Foley passò ai Seattle Seahawks dove disputò una gara come titolare al posto di Jon Kitna. Concluse la sua carriera giocando la stagione 2002 con i New Jersey Gladiators della Arena Football League.

## Vittorie e premi
Nessuno

## Statistiche
| Yard passate  | 2.469 |
| Touchdown     | 12    |
| Intercetti    | 16    |
| Passer rating | 67,2  |